# Pierre Parlant
Pierre Parlant, né le 20 juillet 1957, est un écrivain français; connu notamment pour son travail de poète.  

## Biographie
Pierre Parlant est agrégé de philosophie,.
En 1997, il fonde la revue de littérature Hiems, qu'il dirigera jusqu’à son dernier numéro paru en 2003. Cette revue publiera notamment un dossier sur la ponctuation et un fort ensemble de textes consacrés au poète Andrea Zanzotto accompagnant des journées d'étude organisées en hommage au poète italien au Centre international de poésie de Marseille.
Pierre Parlant bénéficie en 2010 d'une mission Stendhal de l'Institut français qui lui permet de séjourner au Nouveau-Mexique et en Arizona pour tenter de revivre le périple qu'y fit Aby Warburg en 1895-1896 et dont rend compte la conférence prononcée en 1923 par ce dernier, Le Rituel du serpent. 
À l'initiative du Centre international de poésie de Marseille et avec le soutien de l'université Rennes-II et de la Maison internationale des écrivains du Liban, il effectue une résidence d'écriture de six semaines à Beyrouth au printemps 2015,. 
Il vit et travaille dans le sud de la France.

## Travaux
Pierre Parlant « tient la poésie pour un régime de la langue » et pense fragile « la consistance des genres ». Cette conviction l'a amené à composer en alternance des livres de prose non romanesque, comme Pas de deux publié en 2005, et des poèmes comme Modèle habitacle et Le rapport signal-bruit dans lesquels il tente d'articuler la captation par l'œil ou l'oreille et le travail du vers et de la langue, pour, au bout du compte, tenter de voir (ou d'écouter) par la langue (ou par l’œil).
En marge de cette activité créatrice, Pierre Parlant écrit des articles sur des écrivains contemporains : sur le travail de traductrice de Danièle Robert ou les ouvrages de Pascal Quignard, Marc Cholodenko, Jean-Marie Gleize, Christian Tarting, Anne Cauquelin, Patrick Beurard-Valdoye, Anne Portugal, Danielle Mémoire, Jean-Marc Baillieu, Claude Ollier, Hubert Lucot, Jérôme Orsoni, Pier Paolo Pasolini (entre autres) ainsi que sur le travail de certains peintres, photographes ou plasticiens (notamment Eric Bourret, Mourad Messoubeur, Bernard Plossu, Patrick Sainton, Denis Bernard).
Pierre Parlant a été durant de nombreuses années un collaborateur régulier de CCP/Cahier critique de poésie, revue publiée par le Centre International de Poésie de Marseille ; il collabore également au magazine culturel en ligne Diacritik. Il est en outre l'auteur d'une fiction radiophonique intitulée Le Sample du sommeil, diffusée par France Culture en mai 2007.

### Ouvrages
- Prose bâtée, éd l'Entre-dire, 1999
- Rocher quasi-pontage, éd. Contre-Pied, 2000
- Les transports de surface, éd. de L'Attente, 2001
- Au beau milieu, éd. l'Atelier de l'agneau, 2002
- Modèle habitacle, éd. Le Bleu du ciel, 2003
- Prenez le temps d'aller vite, éd. de L'Attente/Contre-Pied, 2004
- Pas de deux, éd. MF, 2005
- Précis de nos marqueurs mobiles, éd. de L'Attente, 2006
- Le Rapport signal-bruit, éd. Le Bleu du ciel, 2006
- Mardi, j'ai commandé une ombre, éd. Fidel Anthelme, 2010
- Régime de Jacopo, éd. Contre-pied, 2010
- Les courtes habitudes, éd. NOUS, 2014
- Exposer l'inobservable, éd. Contre-pied, 2014
- Ciel déposé, éd. Fidel Anthelme X, 2015
- Qarantina, cipM, coll. « Le Refuge en Méditerranée », 2016 (traduit en arabe et publié par les Éditions Snoubar Beirut, 2016)
- Ma durée Pontormo, éd. NOUS, coll. "VIA", 2017[13], co-traduction (avec Florence Albrecht) et préface aux Lettres d'Italie de Nietzsche, éd. NOUS, 2019
- Une cause dansée, Warburg à Oraibi, Nous, 2021

### Articles
Sur son rapport aux genres, on consultera avec profit l'article qu'il a fait paraître dans le volume collectif Devenirs du roman (Naïve, 2007), intitulé Feinte à roman, la poésie.
Le N°1 des Cahiers de la coopérative des littératures, publié aux éditions NOUS (2018), dirigé par Emmanuel Laugier, a été consacré au travail de Pierre Parlant (contributions de Arno Bertina, Jean-Michel Bossini, Benoît Casas, Jean-Patrice Courtois, Emmanuel Laugier, Charif Majdalani, Anne Malaprade, Yann Miralles, Arnaud Villani).

## Sources
Sur Le rapport signal-bruit, on consultera l'entretien avec le poète Emmanuel Laugier, paru dans le no 11 de la revue Inculte.
Sur Les courtes habitudes, on pourra lire l'article d'Arno Bertina sur le site SITAUDIS, et écouter l'émission Ça rime à quoi, diffusée sur France Culture le 7 décembre 2014, et en disponible en réécoute sur le site de Radio-France.
Sur Ma durée Pontormo, on peut écouter l'émission Poésie et ainsi de suite, produite par Manou Farine et diffusée sur France Culture le 1er décembre 2017, disponible sur le site de Radio-France.